# Xue Ji
Xue Ji (Chinees: 薛稷; 649 - 713), omgangsnaam Sitong (嗣通), was een hoogwaardigheidsbekleder van de  Chinese Tang-dynastie. Hij werd gezien als een van Vier Grote Kalligrafen van de vroege Tang dynastie, tezamen met Yu Shinan, Ouyang Xun en Chu Suiliang. Hij diende onder de keizers Tang Zhongzong (tweede regering), de korte regering van keizer Shang en gedurende de tweede regering van keizer Tang Ruizong. Onder keizer Tang Ruizong was hij minister. Tijdens de hierop volgende regering van keizer Tang Xuanzong werd hij, ten gevolge van opvolgingscomplotten, opgesloten en gedwongen tot zelfmoord. 
- International Standard Name Identifier: 0000 0000 6429 7529
- Library of Congress Control Number: nr97019996
- Trove: 1432794
- Union List of Artist Names: 500328343
- Virtual International Authority File: 39283492
- WorldCat: E39PBJhd7v7y3wjgcKjbJGw3cP